# Eparchie blagověščenská
Eparchie Blagověščensk je eparchie ruské pravoslavné církve nacházející se v Rusku.

## Území a titul biskupa
Zahrnuje území Amurské oblasti.
Eparchiálnímu biskupovi náleží titul biskup blagověščenský a tyndský.

## Historie
Dne 1. ledna 1899 byla z kamčatské eparchie oddělena nová katedra blagověščenská a také dříve eparchie vladivostocká.
Od poloviny 30. let 20. století nebyla katedra obsazena. Roku 1946 se území eparchie stalo součástí chabarovské eparchie (v letech 1949-1988 ji spravovali irkutští biskupové). Roku 1946 byla ve Blagověščensku otevřena nová farnost, kam byl přenesen bývalý chrám (postavený roku 1903), protože se městě nedochoval žádný pravoslavný chrám.
V letech 1991-1993 byl Blagověščensk druhým katedrálním městem chabarovské a blagověščenské eparchie.
Dne 28. prosince 1993 byla rozhodnutím Svatého synodu zřízena nová blagověščenská eparchie.

## Seznam biskupů
- 1899–1900 Innokentij (Solodčin)
- 1900–1906 Nikodim (Bokov)
- 1906–1909 Vladimir (Blagorazumov)
- 1909–1914 Jevgenij (Berežkov)
- 1914–1930 Jevgenij (Zjornov), svatořečený mučedník
  - 1928–1930 Panteleimon (Maksunov), dočasný administrátor
- 1930–1932 Innokentij (Tichonov), svatořečený mučedník
  - 1930–1931 Trofim (Jakobčuk), dočasný administrátor
- 1932–1935 German (Kokel), svatořečený mučedník
- 1993–1994 Innokentij (Vasiljev), dočasný administrátor
- 1994–2011 Gavriil (Stěbljučenko)
- od 2011 Lukian (Kucenko)